# Heteropodarke lyonsi
Heteropodarke lyonsi är en ringmaskart som beskrevs av Perkins 1984. Heteropodarke lyonsi ingår i släktet Heteropodarke och familjen Hesionidae.
Artens utbredningsområde är Mexikanska golfen. Inga underarter finns listade i Catalogue of Life.